# 센딜 라마머시
센딜 라마머시(Sendhil Ramamurthy, 1974년 5월 17일 ~ )는 미국의 배우이다.

## 출연 작품

### 영화
- 블라인드 가이 (2006)
- 슬래민 새먼 (2009, The Slammin' Salmon)
- 소음 (2010, Shor in the City)
- It's a Wonderful Afterlife (2010)
- 브라민 불스 (2013, Brahmin Bulls)
- 라이프가드 (2013, The Lifeguard)
- 애프터 에브리씽 (2018, After Everything)

### 텔레비전
- 히어로즈 (2006-10)
- 코버트 어페어스 (2010-12)
- 미녀와 야수 (2013-14)